# Werner Siems
Werner Siems (* 1952) ist ein deutscher Krankenpfleger, Arzt, Biochemiker und Hochschullehrer.

## Leben
Nach Schulbesuch, Abitur und Ausbildung zum Krankenpfleger studierte Siems an der Humboldt-Universität zu Berlin Medizin.
Siems promovierte 1982 an der Humboldt-Universität mit einer Arbeit zum Thema Quantifizierung der Wege des Substratverbrauchs und des Energiestoffwechsels in Retikulozyten.
Er habilitierte sich ebenda 1987 im Fach Biochemie mit einer Arbeit zum Thema Quantifizierung von Wegen des Energie- und Radikal-Stoffwechsels in Retikulozyten, Ehrlich-Aszites-Tumorzellen und Lebergewebe.
Siems leitete eine Forschungsgruppe „Oxidativer Stress“ und hielt Vorlesungen für Studenten der Medizin, der Zahnmedizin, der Biochemie und der Molekularbiologie.
Als Arzt arbeitete er in der konservativen Orthopädie und in der Rehabilitationsmedizin.
Außerdem war er als Geschäftsführer und Ärztlicher Leiter in verschiedenen Physiotherapieschulen tätig.
Siems war Gastprofessor in Tokyo, Graz, Galveston, Los Angeles und Rom.
Er ist Honorarprofessor an der Universität Salzburg und Mitglied der Akademie der Wissenschaften New York.

## Auszeichnungen
- Karl-Lohmann-Preis (1989)

## Veröffentlichungen
- Sektoraler Heilpraktiker in der Ergotherapie: Fortbildung und Prüfungswissen, zusammen mit Sabine Kahmann-Kircher, Verlag: Wissenschaftliche Scripten, 2018, ISBN 978-3-95735-079-4
- Red Flags & Fragenkatalog: Sektoraler Heilpraktiker in der Ergotherapie, zusammen mit Sabine Kahmann-Kircher, Verlag: Wissenschaftliche Scripten, 2018, ISBN 978-3-95735-084-8
- Heilpraktiker in der Physiotherapie: Fortbildung und Prüfungswissen, zusammen mit Renate Siems, Verlag: Wissenschaftliche Scripten, 2015, ISBN 978-3-95735-011-4
- Carotenoids and vitamin A in translational medicine, zusammen mit Olaf Sommerburg und Klaus Kraemer, Verlag: Taylor & Francis Inc, 2013, ISBN 978-1-4398-5526-3
- 100 Krankheitsbilder in der Physiotherapie, zusammen mit Christine Mayer, Verlag: Springer, 2011, ISBN 978-3-642-17266-3
- Allgemeine Krankheitslehre für Physiotherapeuten, zusammen mit Andreas Bremer, Julia Przyklenk, Eberhard Conradi, Verlag: Springer, 2009, ISBN 978-3-540-33435-4

### Als Herausgeber
Physiotherapie, Das Ausbildungsscript, Band 1 bis Band 4, Band 1: ISBN 978-3-937524-69-6, Band 2: ISBN 978-3-937524-69-6, Band 3a: ISBN 978-3-942267-23-6, Band 3b: ISBN 978-3-942267-78-6, Band 3c: ISBN 978-3-942267-80-9, Band 4: ISBN 978-3-95735-001-5